# Eldar Mikayilzade
Eldar Hidayet oglu Mikayilzade (en azerí: Eldar Hidayət oğlu Mikayılzadə; Bakú, 18 de enero de 1956) es un pintor, artista visual y diseñador gráfico de Azerbaiyán, galardonado con el título "Artista del pueblo de la República de Azerbaiyán" en 2018.

## Biografía
Eldar Mikayilzade nació el 18 de enero de 1956 en la ciudad de Bakú. Entre 1971 y 1975 estudió en la Escuela Estatal de Arte de Azerbaiyán en nombre de Azim Azimzade. En 1983 se graduó de la Universidad Estatal de Cultura y Arte de Azerbaiyán. Continuó su educación en la Academia de Artes de San Petersburgo. Dedicó sus primeras obras de arte en 1977 a su pueblo natal y lo llamó Nueva Hila en señal de amor. Desde 1984 inició su carrera como artista de alfombras.
Inicialmente trabajó en la Academia Nacional de Ciencias de Azerbaiyán, en el departamento de tejido de alfombras, luego trabajó como pintor jefe en la Unión de Producción Científica Creativa de Azherkhalcha. Posteriormente creó su propia empresa "Khali". También es miembro de la Unión de Artistas de la Unión Soviética desde 1986, miembro de la Unión de Artistas Rusas y la Unión de Artistas de la UNESCO desde 2004.
Las obras del pintor se conservan en colecciones privadas en Rusia, Gran Bretaña, Francia, Turquía, Arabia Saudita y Kuwait.

## Premios y títulos
- Artista del pueblo de la República de Azerbaiyán (2018)[4]